# Luis Fernando Ochoa
Luis Fernando Ochoa (Nueva Orleans, Estados Unidos; 16 de agosto de 1968) es un productor discográfico, productor artístico, compositor, músico, arreglista, corista, bajista y guitarrista estadounidense-colombiano. Ha trabajado con artistas como Shakira, Chayanne, Ricky Martin, entre otros.

## Biografía
Luis Fernando Ochoa nació en Nueva Orleans, Luisiana, Estados Unidos el 16 de agosto de 1968 de padres colombianos nacidos en el departamento de Antioquia. Vivió en Chicago y a los 17 años llegó a Medellín. Desde muy pequeño se acostumbró a pasar horas enteras pegado al equipo de sonido en el que sus padres oían canciones de Elvis Presley, Engelbert Humperdinck y cumbias que recibían de Colombia. Aunque no proviene de una familia con gran vena musical, su bisabuela sí tocaba muy bien el piano y fue a través de ese instrumento, que reposaba en algún rincón de su casa a manera de reliquia, que comenzó a descubrir las primeras notas.

## Carrera
En los 70 se aficionó al rock, descubrió a los Rolling Stones, a Pink Floyd y ya en Medellín formó parte del grupo Nash. Luego en Bogotá se unió a Compañía Ilimitada, grupo con el que tocó en el 'Concierto de Conciertos' y estuvo vinculado hasta 1990.
De regreso a Medellín formó parte de Dloop y Lakesis, comenzó a hacer música para publicidad. Su carrera como productor arrancó cuando un ejecutivo del sello BMG le preguntó qué hacía él en Lakesis y, sin saber por qué, contestó: "Soy el productor". Desde entonces comenzaron a llegarle trabajos, no solo de Shakira sino de otros artistas colombianos como José Gaviria.
Entre 1996 y 1998 su vida transcurrió entre Ciudad de México y Los Ángeles ("grababa en el Distrito Federal, mezclaba en Los Ángeles") y desde 1998, cuando trabajó con Shakira en la producción de ¿Dónde están los ladrones?, se estableció en Miami. "No ha sido fácil, en Miami es difícil romper ese esquema de la batucada, de la fanfarria". Para él, artistas como Bacilos, Polo Montañez, Juanes y la propia Shakira han sido muy importantes porque le han puesto un polo a tierra a la música hecha en Miami y han demostrado que en la variedad está el placer de aprender, hacer y oír música.

## Discografía
- 1990: Nash, Nash
- 1993: Compañía Ilimitada, Máscaras
- 1995: Aura Christina, Calor
- 1995: José Gaviria, Camaleón
- 1996: Shakira, Pies Descalzos
- 1996: Shakira, The Remixes
- 1996: Terry Christian, Broken Hearts
- 1996: José Gaviria, Mundo Nuevo
- 1997: Federico Vega, Cápsulas de Amor
- 1998: Shakira, ¿Dónde Están Los Ladrones?
- 1998: Various Artists, Latin Mix USA
- 1999: Juan David, Juan David
- 1999: El Círculo, Murió El Silencio
- 2000: Niurka, Quiero Vivir
- 2000: Shakira, MTV Unplugged
- 2001: Shakira, Laundry Service
- 2001: Various Artists, Grammy Latin Nominees 2001
- 2001: Various Artists, Latin Mix USA
- 2001: Various Artists, Billboard Latin Series: Best of…2001
- 2002: Shakira, Colección de Oro
- 2002: Anasol, Astros
- 2002: Bacilos, Caraluna
- 2003: Julio Iglesias, Jr. Julio
- 2003: Ricky Martin, Almas del silencio

## Premios y nominaciones

### Premios Grammy
| Año  | Trabajo nominado   | Categoría                 | Resultado |
| ---- | ------------------ | ------------------------- | --------- |
| 2003 | Caraluna — Bacilos | Mejor álbum de pop latino | Ganador   |

### Premios Grammy Latinos
| Año  | Trabajo nominado               | Categoría                     | Resultado |
| ---- | ------------------------------ | ----------------------------- | --------- |
| 2000 | Ojos así — Shakira             | Mejor álbum de pop            | Ganador   |
| 2003 | Caraluna — Bacilos             | Productor del año, no clásico | Nominado  |
| 2006 | Fijación oral vol. 1 — Shakira | Mejor álbum de pop            | Ganador   |
| 2006 | La tortura — Shakira           | Grabación del Año             | Ganador   |
| 2011 | Sale el sol — Shakira          | Mejor álbum de pop            | Ganador   |